# Julien Belgy
Julien Belgy est un coureur cycliste français né le 6 mai 1983 à Niort.

## Biographie
Issu du club Vendée U, Julien Belgy commence sa carrière professionnelle au sein de l'équipe cycliste Bouygues Telecom en 2007. Il a notamment été champion de France junior de cyclo-cross. Sa meilleure performance professionnelle est sa troisième place sur le Tro Bro Leon en 2008.
En 2010, non-conservé par BBox Bouygues Telecom, il redevient amateur en signant chez Vendée U.

## Palmarès sur route
- 2002
  - 2e du Grand Prix d'Oradour-sur-Vayres
  - 3e du Critérium des Deux Vallées
- 2003
  - Vienne Classic espoirs
- 2004
  - 3e du Tour des Landes
- 2005
  - 2e étape du Tour du Canton de Saint-Ciers
  - Redon-Redon
  - 1re et 3e étapes du Tour des Deux-Sèvres
  - 1re étape du Tour de Guadeloupe
  - 2e de la Roue tourangelle
  - 2e du Tour du Canton de Saint-Ciers
  - 2e du Tour du Canton de Gémozac
  - 2e du Tour d'Eure-et-Loir
- 2006
  - Tour des Deux-Sèvres :
    - Classement général
    - Une étape

  - 2e du Circuit U Littoral
  - 3e de Nantes-Segré
  - 3e de Redon-Redon
- 2008
  - 3e du Tro Bro Leon
- 2010
  - Circuit du Bocage vendéen
  - Classement général du Tour de Gironde
  - Circuit des Deux Provinces
  - 2e de la Boucle de l'Artois
  - 3e du Grand Prix de la ville de Buxerolles

## Résultats sur les grands tours

### Tour d'Italie
1 participation
- 2009 : 151e

## Palmarès en cyclo-cross
- 2000-2001
  -  Champion de France de cyclo-cross juniors
- 2002-2003
  - 2e du championnat de France de cyclo-cross espoirs
- 2003-2004
  - 2e du championnat de France de cyclo-cross espoirs
- 2004-2005
  - 3e du championnat de France de cyclo-cross espoirs
- 2006-2007
  - Tour du Val d'Orge :
    - Classement général
    - 1re et 3e étapes
- 2007-2008
  - Tour du Val d'Orge :
    - Classement général
    - 1re et 3e étapes
- 2008-2009
  - 3e du championnat de France de cyclo-cross